# Joaquín Torres (cómic)
Joaquín Torres es un personaje que aparece en los cómics estadounidenses publicados por Marvel Comics. Creado por el escritor Nick Spencer y el artista Daniel Acuña, el personaje apareció por primera vez en Captain America: Sam Wilson #1 (octubre de 2015).Es un superhéroe mexicano-estadounidense de Sonoita, Arizona, conocido bajo el nombre clave Falcon.El personaje es un híbrido de humano-pájaro-vampiro.
Torres fue secuestrado por el científico criminal Karl Malus mientras ayudaba a los migrantes en la frontera. Malus empalmó su ADN con el de Redwing, el pájaro compañero de Sam Wilson, el entonces Capitán América.El experimento le otorgó a Torres una variedad de superpoderes, incluidas alas, visión mejorada, curación acelerada y un vínculo psíquico con Redwing.Después de adaptarse a sus nuevas habilidades, Torres tomó el manto de Falcon y luego se alió con varios héroes, incluidos los Campeones.
Danny Ramirez interpreta una versión reinventada de Torres en el Universo cinematográfico de Marvel, quien es representado como un miembro adulto de la Fuerza Aérea sin habilidades sobrehumanas.

## Historial de publicaciones
Joaquín Torres debutó en Capitán América: Sam Wilson #1 (octubre de 2015), creado por Nick Spencer y Daniel Acuña.Torres hizo su primera aparición como fotografía en el cómic e hizo su debut oficial en el número 3.Apareció en la serie de 2022 Captain America: Symbol of Truth series.

## Biografía ficticia
El Capitán América (Sam Wilson) investiga la desaparición del adolescente mexicano Joaquín Torres después de que es secuestrado por los Hijos de la Serpiente.El Capitán América descubrió que Joaquín está siendo utilizado en los experimentos de Karl Malus, quien lo transforma en un híbrido pájaro/humano usando a Redwing. Después de que Malus es derrotado, el Capitán América acoge a Joaquín.Sin embargo, él se entera de que Joaquín posee un factor de curación derivado de las habilidades vampíricas de Redwing que le impide volver a la normalidad.Después de que la Sociedad Serpiente es derrotada, el Capitán América permite que Joaquín se convierta en su compañero y el nuevo Falcon.
Durante la historia de "Imperio Secreto", Falcon y Ironheart se unen a los Campeones.

## Poderes y habilidades
Como híbrido entre humano y halcón, Joaquín Torres desarrolló alas, brazos emplumados, visión mejorada y garras en forma de garra. Debido a la naturaleza vampírica de Redwing, también obtuvo un factor de curación acelerada, lo que le permite recuperarse rápidamente de heridas graves. Además, Torres comparte un vínculo psíquico con Redwing, lo que le permite comunicarse con Sam Wilson a través del pájaro.

## En otros medios

### Televisión
Joaquín Torres / Falcon hace un cameo en el episodio de Avengers Assemble "Into the Future" como un luchador de la resistencia de un futuro gobernado por Kang el Conquistador.

### Universo cinematográfico de Marvel
Joaquín Torres aparece en medios ambientados en el Universo cinematográfico de Marvel (UCM), interpretado por Danny Ramirez.Esta versión es un teniente humano de la Fuerza Aérea.
- El fue presentado en la miniserie The Falcon and the Winter Soldier (2021). Es miembro de la Fuerza Aérea de los EE. UU. y amigo cercano de Sam Wilson. El sobrevivió al Blip y le cuenta a Wilson sobre los cinco años que se perdió. El le informa sobre los terroristas Flag Smashers y le proporciona información sobre ellos, además de conocer al otro amigo de Wilson, Bucky Barnes. Wilson le pasa el traje de alas y el manto del Falcon EXO-7, cuando este último asume el manto del Capitán América.
- Ramírez repite su papel de Torres, asumiendo el manto de Falcon, en la película Captain America: Brave New World (2025).[27][28]Torres y Wilson interceptan con éxito una venta ilegal de adamantium en Oaxaca, México. Como recompensa, Wilson le presenta a Torres a Isaiah Bradley. Después de que el presidente electo Thaddeus Ross es atacado en la Casa Blanca, Torres y Wilson investigan un sitio oculto en Virginia Occidental y descubren que Samuel Sterns usó control mental en Bradley para atacar al presidente. En la Isla Celestial en el Océano Índico, Torres y Wilson detienen a dos pilotos rebeldes que intentan atacar a la flota japonesa para evitar una guerra entre Japón y los EE. UU. Aunque tienen éxito, Torres resulta herido. Cuando Torres se está recuperando, Wilson le pide que se una a los Vengadores.
- Torres regresará en la película Avengers: Doomsday (2026).[29]

### Videojuegos
- Joaquín Torres/Falcón aparece como un personaje jugable desbloqueable en Marvel Future Fight.[30]
- Joaquín Torres/Falcon aparece como personaje jugable en Marvel Contest of Champions.[31][32]
- Joaquín Torres/Falcon aparece como un personaje jugable en Marvel Strike Force.[33]
- Joaquín Torres/Falcon aparece en Marvel Snap.[34][35]